# Донгузов, Александр Анатольевич
Александр Анатольевич Донгузов (род. 1951 года) — российский актёр, мастер художественного слова Башкирской филармонии. Народный артист Республики Башкортостан (2013).

## Биография
Александр Анатольевич Донгузов родился в 1951 году. Учился в 64-й уфимской школе (учителя русского языка и истории А. Ф. Мязина и А. А. Федорова).
Учился в УГИИ на факультете режиссуры. По окончании института работал в Стерлитамакском драмтеатре.
Служил в армии. После армии работал в Уфимском русском театре драмы. Закончив сезон в театре продолжил учебу в Ярославском театральном училище (театральном институте) по специальности «актер драматического театра и кино». Практику проходил в Ярославле, в театре имени Ф. Волкова.
С 1977 года работает артистом разговорного жанра в Башкирской филармонии.
В филармонии выступает с чтением стихотворения, литературными концертами, посвященными жизни и творчеству представителей русской и башкирской литературы XIX—XX веков
Принимал участие в открытии музея 112-й башкирской кавалерийской дивизии, церемонии открытия памятной стелы героям Великой Отечественной войны в сквере им. 50-летия Победы, в качестве диктора — на Параде Победы 9 мая на площади им. В. И. Ленина Уфы, озвучивал документальные фильмы о М. Акмуллы и М. Гафури.
.

## Творчество
Чтение стихотворений М. Карима, С. Кудаша, Г.Саляма, Ш. Бабича, Н. Наджми и поэтов серебряного века А. Блока, М. Цветаевой, О. Мандельштама, Б. Пастернака, сочинениям сатириков Л. Измайлова, Г. Горина, А. Каневского и современной поэзии Б. Окуджавы, Е. Евтушенко, К. Симонова.

## Награды и звания
- Народный артист Республики Башкортостан (2013)
- Заслуженный артист Республики Башкортостан (1996)